# Propuesta de invasión napoleónica del Reino Unido
La invasión planeada por Napoleón al Reino Unido al comienzo de la Guerra de la Tercera Coalición, aunque nunca se llevó a cabo, tuvo una gran influencia en la estrategia naval británica y la fortificación de la costa del sudeste de Inglaterra. Los intentos franceses de invadir Irlanda para desestabilizar el Reino Unido o como trampolín hacia Gran Bretaña ya se habían producido en 1796. El primer ejército francés de Inglaterra se había reunido en la costa del Canal de la Mancha en 1798, pero una invasión de Inglaterra fue marginada por la concentración de Napoleón en las campañas en Egipto y contra Austria, y descartada en 1802 por la Paz de Amiens. Partiendo de la planificación de invasiones discutidas bajo el Antiguo Régimen de Francia en 1744, 1759 y 1779, los preparativos comenzaron de nuevo  poco después del estallido de la guerra en 1803, y finalmente fueron cancelados en 1805, antes de la Batalla de Trafalgar.

## Preparativos de Francia

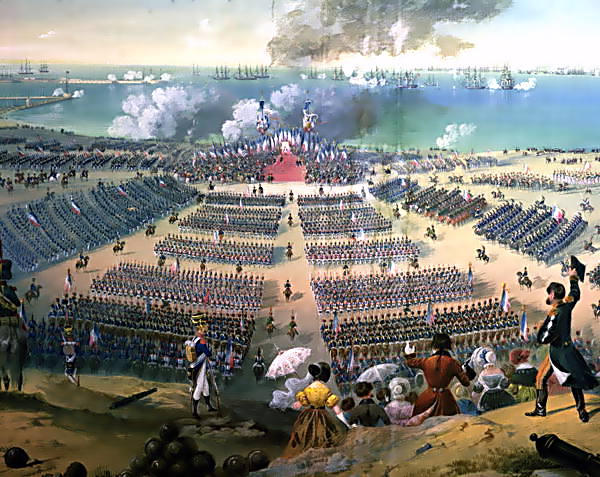
Inspección de tropas en Boulogne, 15 de agosto de 1804.

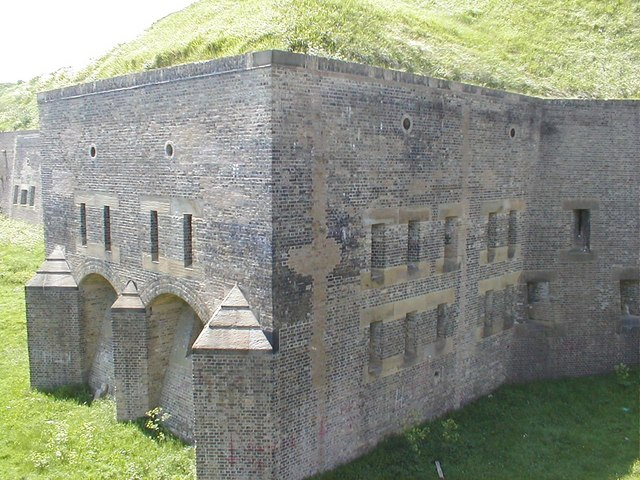
Drop Redoubt, parte del complejo Dover Western Heights.

De 1803 a 1805, un nuevo ejército de 200.000 hombres, conocido como Armée des côtes de l'Océan (Ejército de las Costas del Océano) o Armée d'Angleterre (Ejército de Inglaterra), fue reunido y entrenado en los campos de Boulogne, Brujas, y Montreuil. Se construyó una gran «Flotilla Nacional» de barcazas de invasión en los puertos del canal a lo largo de las costas de Francia y los Países Bajos (entonces bajo dominio francés como República Bátava), desde Étaples hasta Flushing, y se reunieron en Boulogne. Esta flotilla estuvo inicialmente bajo el enérgico mando de Eustache Bruix, pero pronto tuvo que regresar a París, donde murió de tuberculosis en marzo de 1805. La parte de la flotilla construida por la Armada de la República Bátava estaba bajo el mando del vicealmirante Carel Hendrik Ver Huell. Transportó la flotilla bátava desde Vlissingen a Boulogne, a pesar de los intentos británicos de impedirlo.
Se mejoraron las instalaciones portuarias de Boulogne (aunque las mareas lo hacían inadecuado para tal función) y se construyeron fuertes, mientras que el descontento y el aburrimiento que a menudo amenazaban con propagarse entre las tropas que esperaban se apaciguaron con un entrenamiento constante y frecuentes visitas ceremoniales del propio Napoleón (incluidos los primeros premios de la Legión de Honor Imperial). Se acuñó una medalla y se erigió una columna triunfal en Boulogne para celebrar el éxito previsto de la invasión. Sin embargo, cuando Napoleón ordenó una prueba a gran escala de las naves de invasión, a pesar del tiempo agitado y en contra del consejo de sus comandantes navales como Charles René Magon de Médine (comandante del ala derecha de la flotilla), se demostró que estaban mal diseñadas para su tarea y, aunque Napoleón dirigió personalmente los esfuerzos de rescate, muchos hombres murieron.

Caricatura sobre la invasión, que muestra un túnel bajo el Canal y una flota de globos.

Napoleón también consideró seriamente utilizar una flota de globos para transportar tropas como parte de su fuerza de invasión propuesta y nombró a Marie Madeline Sophie Blanchard como jefa del servicio aéreo, aunque dijo que la invasión aérea propuesta fracasaría debido a los vientos. (El primer globo militar de Francia había sido utilizado en 1794 por Jean-Marie Coutelle).Aunque una invasión aérea resultó ser un callejón sin salida, la perspectiva de una invasión capturó la atención de los medios impresos y del público británico.
Estos preparativos fueron financiados por la compra de Luisiana de 1803, por la que Francia cedió sus enormes territorios norteamericanos a los Estados Unidos a cambio de un pago de 50 millones de francos franceses (11.250.000 dólares). La cantidad total se gastó en la invasión proyectada. Estados Unidos había financiado en parte la compra mediante un préstamo del banco británico Baring Brothers, lo que significaba que los británicos estaban financiando indirectamente una invasión hacia ellos mismos.
Para su planeada invasión subsidiaria de Irlanda, Napoleón había formado una Legión Irlandesa en 1803, para crear una parte indígena de su cuerpo de Irlanda de 20.000 hombres.

## Respuesta de Reino Unido

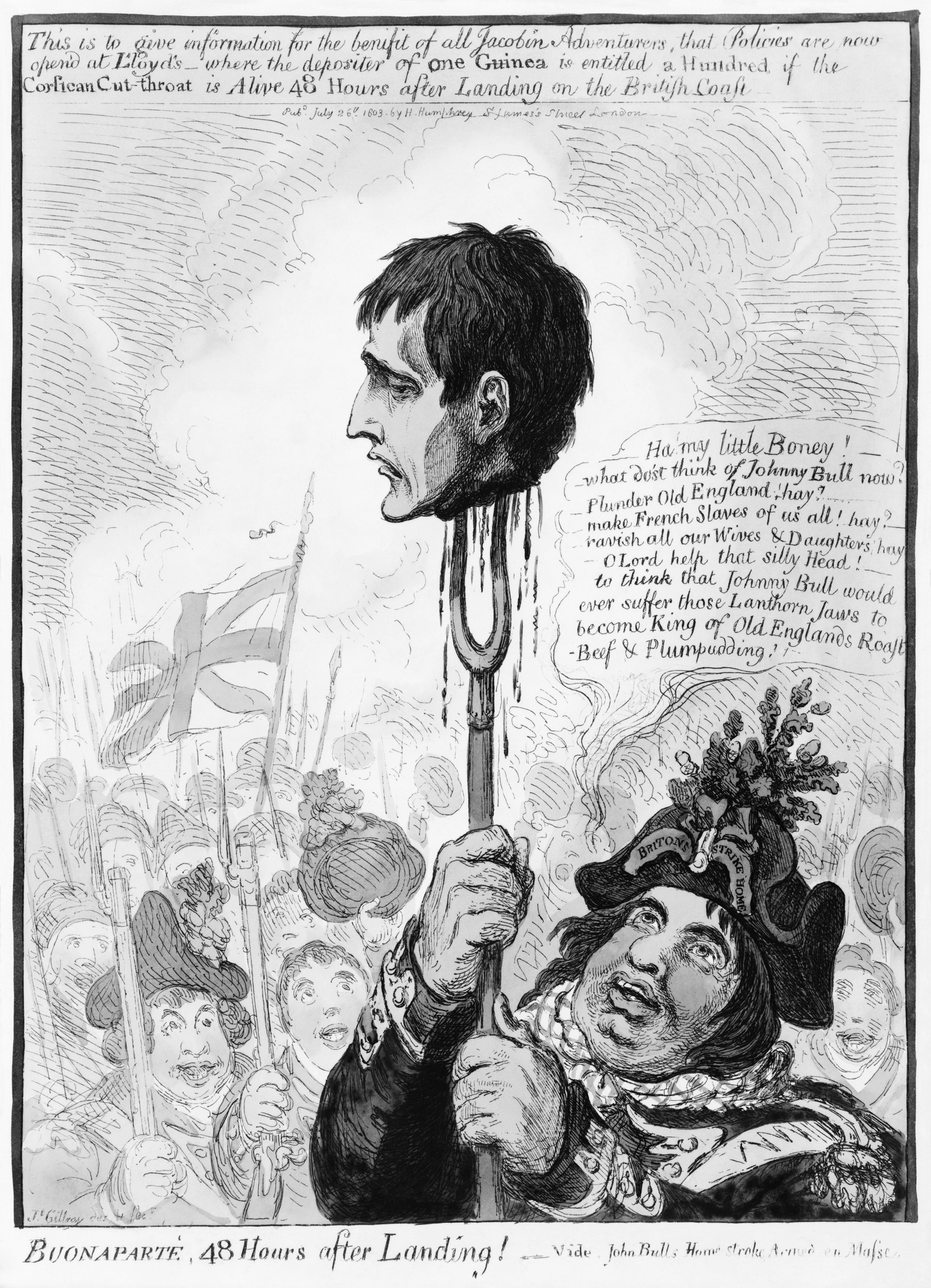
Buonaparte, 48 horas después del desembarco. John Bull, personificación nacional de Inglaterra, sostiene la cabeza de Napoleón Bonaparte tras una hipotética invasión francesa. Caricatura de 1803 de James Gillray.

Aunque la prueba de la flota no tuvo éxito, Gran Bretaña continuó en alerta máxima con sus defensas contra la invasión. Con la flotilla y el campamento en Boulogne visibles desde la costa sur de Inglaterra, se construyeron torres Martello a lo largo de la costa inglesa para contrarrestar la amenaza de invasión, y se formaron milicias. En las zonas más cercanas a Francia se construyeron nuevas fortificaciones y se completaron o mejoraron las existentes iniciadas contra la invasión de 1779. Se agregaron túneles al Castillo de Dover para guarnecer más tropas, se construyeron las Dover Western Heights (con un Gran Eje para desplegar sus tropas desde la cima de la colina hasta el nivel del mar rápidamente en caso de que ocurriera un desembarco), y se cortó el Canal Militar Real para impedir el avance de Napoleón hacia Inglaterra en caso de desembarcar en Romney Marsh. También se llevó a cabo una incursión naval en Boulogne en octubre de 1804, y las flotas británicas continuaron bloqueando a las flotas francesa y española que serían necesarias para obtener superioridad naval el tiempo suficiente para cruzar.

## Plan naval
Antes de que la flotilla pudiera cruzar, Napoleón tuvo que hacerse con el control naval del canal de la Mancha; en sus propias palabras: «Seamos dueños del canal durante seis horas y seremos dueños del mundo». Preveía hacer esto haciendo que las flotas franco-españolas de Brest y Tolón rompieran el bloqueo británico (liderado en Brest por Collingwood y en Tolón por Nelson), y luego navegaran a través del Atlántico para amenazar a las Indias occidentales. Esperaba que esto alejara a la fuerza de la Royal Navy bajo el mando de William Cornwallis que defendía los Accesos occidentales. Las flotas de Tolón y Brest (al mando de Pierre-Charles Villeneuve y Honoré Joseph Antoine Ganteaume, respectivamente) podrían entonces reunirse en Martinica, navegar rápidamente de regreso a través del Atlántico hacia Europa (perdiendo ambas flotas británicas en el camino), desembarcar una fuerza en Irlanda (como en las dos invasiones revolucionarias francesas de Irlanda en 1796 y 1798) y, lo que era más importante, derrotar a las partes de la Flota del Canal que habían permanecido en el canal, tomar el control del canal y defender y transportar la fuerza invasora, todo antes de que las flotas perseguidoras pudieran volver para detenerlos.
Este plan era característico de Napoleón debido a su basamento en el movimiento rápido y la sorpresa, sin embargo, aquel estilo era más adecuado para la guerra terrestre que para la guerra marítima, con los contratiempos de la marea y el viento y el efectivo bloqueo británico haciéndolo cada vez más impráctico e improbable de ser exitoso a medida que pasaba el tiempo. Sólo la fuerza de Tolón finalmente estalló (el 29 de marzo de 1805) y, aunque logró cruzar el Atlántico, no encontró a la flota de Brest en el punto de encuentro y, por lo tanto, navegó de regreso a Europa sola, donde se encontró con la fuerza que bloqueaba Rochefort y Ferrol (donde se habían preparado buques de invasión), fueron derrotados en la batalla del cabo Finisterre y obligados a regresar a puerto. Por lo tanto, el 27 de agosto de 1805, Napoleón utilizó el ejército de invasión como núcleo de la nueva Grande Armée y le hizo levantar el campamento y marchar hacia el este para comenzar la campaña de Ulm. Así, cuando se produjo la Batalla de Trafalgar el 21 de octubre, la invasión ya había sido cancelada, por lo que esta batalla garantizó aún más el control británico del canal en lugar de impedir la invasión. El comentario atribuido al primer lord del Almirantazgo, John Jervis: «No digo que ellos (los franceses) no puedan venir, sólo digo que no pueden venir por mar», resultó ser acertado.

## Monumento
Hoy en día, el emplazamiento del campamento de Boulogne está marcado por una columna de 53 metros (173,9 pies), la más alta de este tipo de columnas en Francia, que fue construida en la década de 1850, con una estatua de Napoleón en la parte superior, paneles en la base que lo muestran entregando medallas de la Legión de Honor a sus tropas y rodeado por barandillas decoradas con el águila dorada del Imperio francés. Se conserva el arsenal del campo.

## Galería

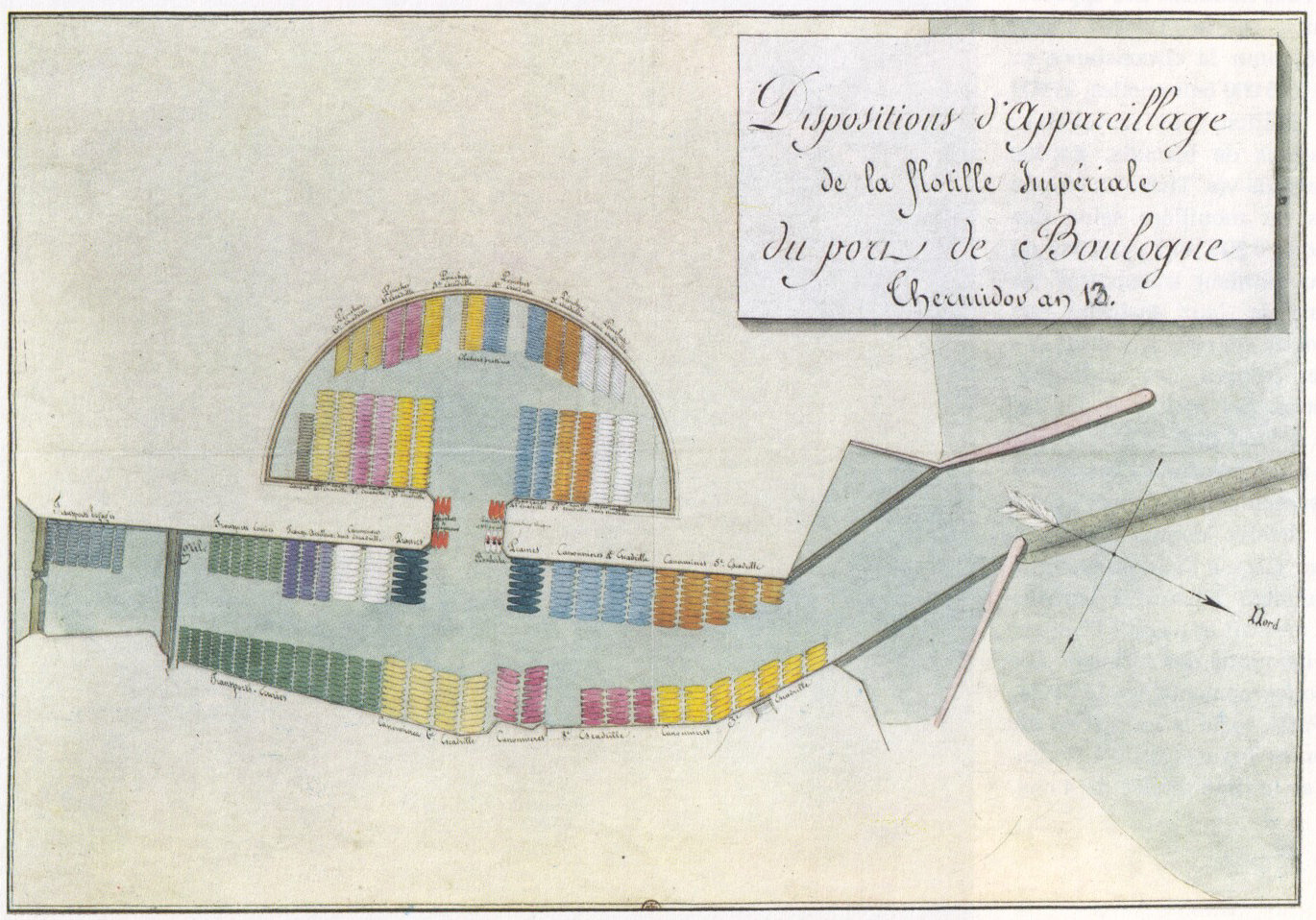
Disposición de la flotilla francesa
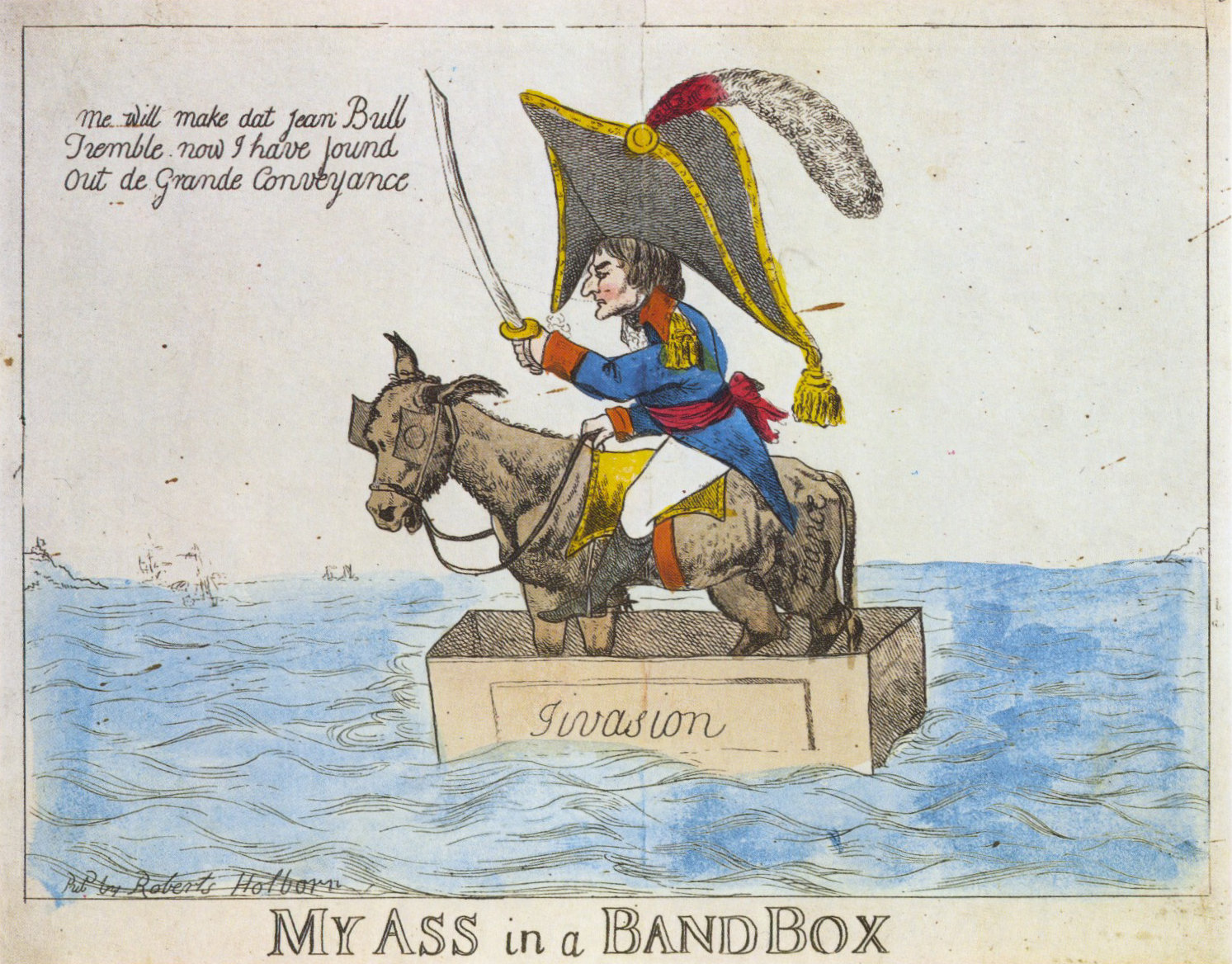
Caricatura burlándose de las frágiles barcas de desembarco
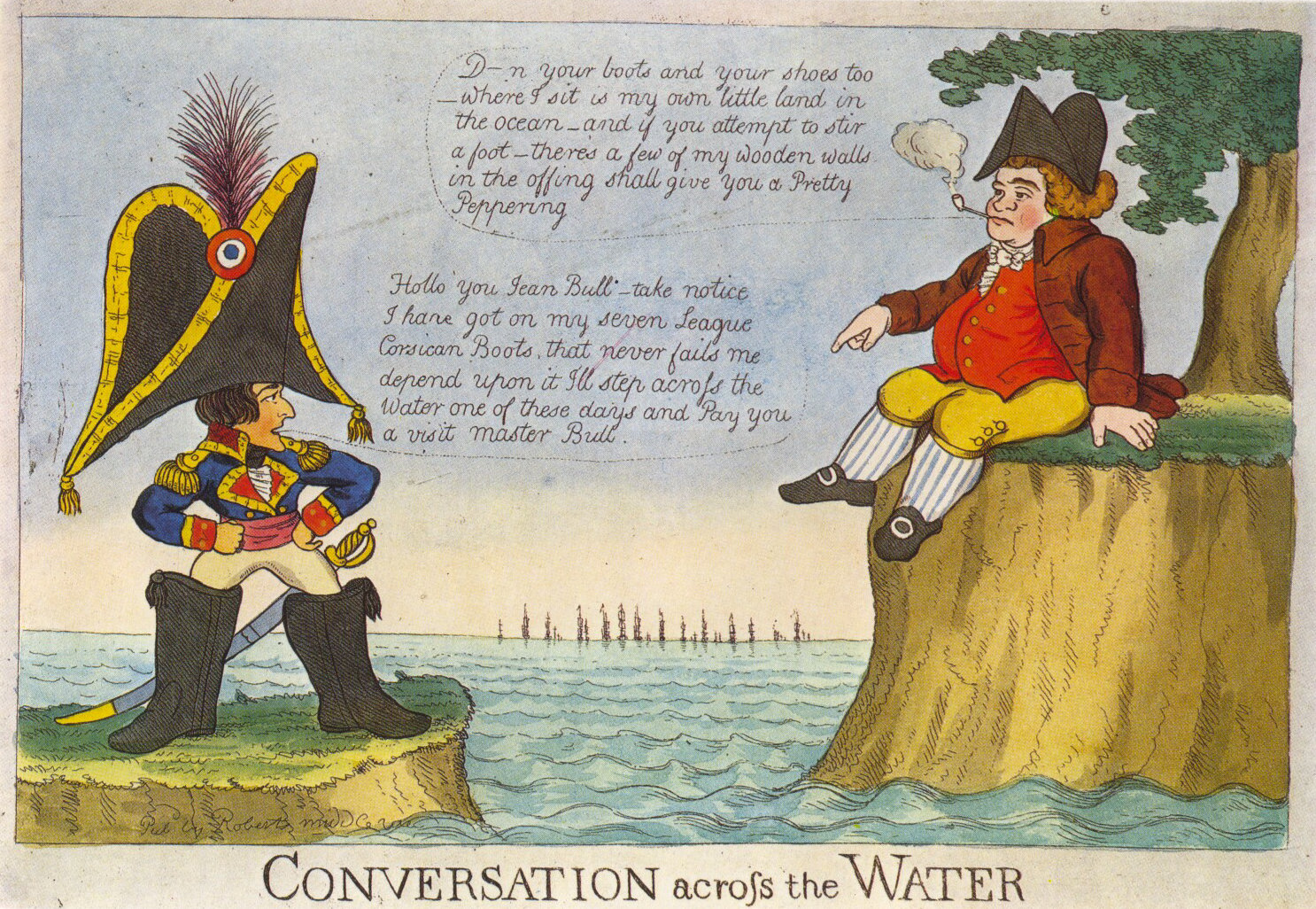
John Bull protegido por la Marina Real británica
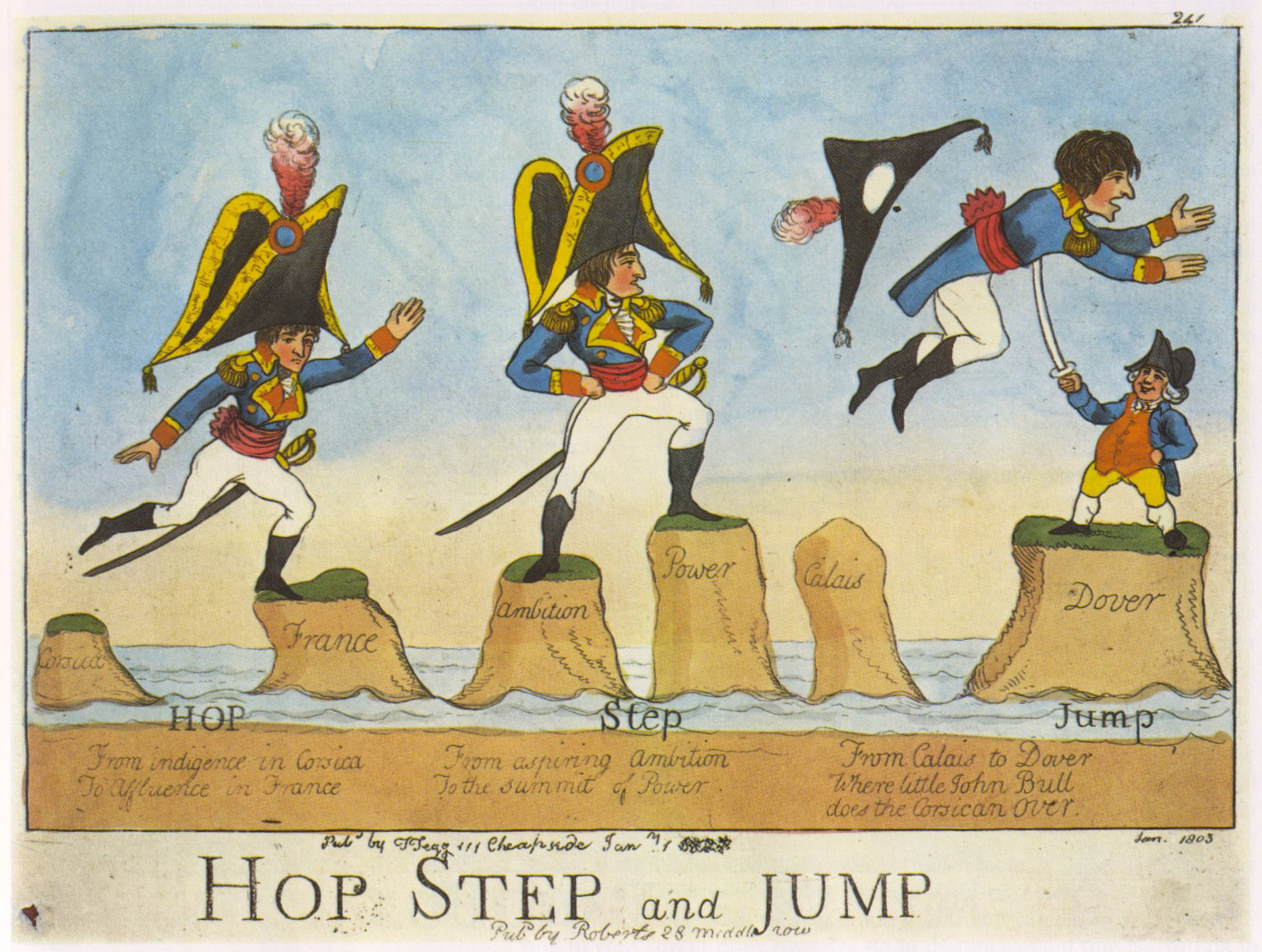
John Bull venciendo a Napoleón
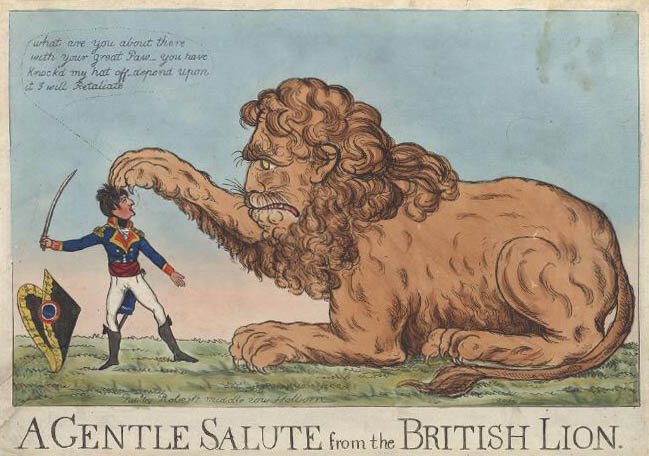
Caricatura del León británico dándole el saludo caballeresco a Napoléon, quitándole a Napoléon su sombrero (c. 1803).